# 賈米拉·賈米爾
賈米拉·阿麗亞·賈米爾（英語：Jameela Alia Jamil，1986年2月25日—）是一名英國女演員、電台主持人和活動家。2009年至2012年，她是英国第四台节目T4的主持人。賈米爾之前亦是BBC廣播一台的主持之一。 從2016開始，她是美国电视连续剧《良善之地》的主角之一。從2022年開始, 她是電視劇《律師女浩克》中的泰坦妮亞。

## 早年生活
賈米爾出生於倫敦，父亲是印度人，母亲是一名巴基斯坦模特儿。因为其姓名的原因，她经常被认为是穆斯林。为此，賈米爾在她推特表示她没有宗教信仰。